# Nanauta
Nanauta é uma cidade e uma nagar panchayat no distrito de Saharanpur, no estado indiano de Uttar Pradesh.

## Geografia
Nanauta está localizada a 29° 43′ N, 77° 25′ L. Tem uma altitude média de 255 metros (836 pés).

## Demografia
Segundo o censo de 2001, Nanauta tinha uma população de 16,992 habitantes. Os indivíduos do sexo masculino constituem 53% da população e os do sexo feminino 47%. Nanauta tem uma taxa de literacia de 52%, inferior à média nacional de 59.5%: a literacia no sexo masculino é de 60% e no sexo feminino é de 43%. Em Nanauta, 18% da população está abaixo dos 6 anos de idade.